# 知多南粕谷テレビ中継局
知多南粕谷テレビ中継局（ちたみなみかすやテレビちゅうけいきょく）は、かつて愛知県知多市にあった地上アナログテレビの中継局である。2011年7月24日のアナログ放送終了とともに廃止された。

## 中継局概要
| チャンネル | 放送局名                              | 空中線電力          | ERP                  | 放送対象 地域 | 放送区域 内世帯数 | 備考            |
| 38ch       | NHK 名古屋教育                        | 映像100mW/ 音声25mW | 映像480mW/ 音声120mW | 全国          | 約-世帯           | 無し            |
| 40ch       | NHK 名古屋総合                        | 映像100mW/ 音声25mW | 映像480mW/ 音声120mW | 愛知県        | 約-世帯           | 無し            |
| 42ch       | CBC 中部日本放送                      | 映像100mW/ 音声25mW | 映像480mW/ 音声120mW | 中京広域圏    | 約-世帯           | 無し            |
| 46ch       | NBN 名古屋テレビ放送 愛称「メ〜テレ」 | 映像100mW/ 音声25mW | 映像480mW/ 音声120mW | 中京広域圏    | 約-世帯           | 無し            |
| 48ch       | CTV 中京テレビ放送                    | 映像100mW/ 音声25mW | 映像480mW/ 音声120mW | 中京広域圏    | 約-世帯           | 無し            |
| 51ch       | TVA テレビ愛知                        | 映像100mW/ 音声25mW | 映像480mW/ 音声120mW | 愛知県        | 約-世帯           | 無し            |
| 57ch       | THK 東海テレビ放送                    | 映像100mW/ 音声25mW | 映像480mW/ 音声120mW | 中京広域圏    | 約-世帯           | ※（下記に記述） |

※印の補足…THKのチャンネルは、2003年4月に｢アナアナ変換｣で44chから変更。

## 所在地
- 知多市南粕谷4丁目253番地の粕谷台緑地

## 放送エリア・その他
- アナログ名古屋本局（名古屋テレビ塔・東山タワー）からの電波が届きにくい知多市の粕谷台地区をカバーしていた。
- デジタルテレビについては、中京広域圏局（THK・CTV・CBC・NBN）では、瀬戸デジタルタワーもしくは伊勢中継局から、TVA・NHK名古屋教育・NHK名古屋総合では、常滑テレビ中継局から電波を受信している。

## 歴史
- 1979年7月4日 CBC中部日本放送・知多南粕谷テレビ放送所が開局。
- 1984年7月26日 TVAテレビ愛知・知多南粕谷テレビ中継放送局が開局。
- 2011年7月24日 全局廃局となった。